# Fáskrúðsfjarðargöng

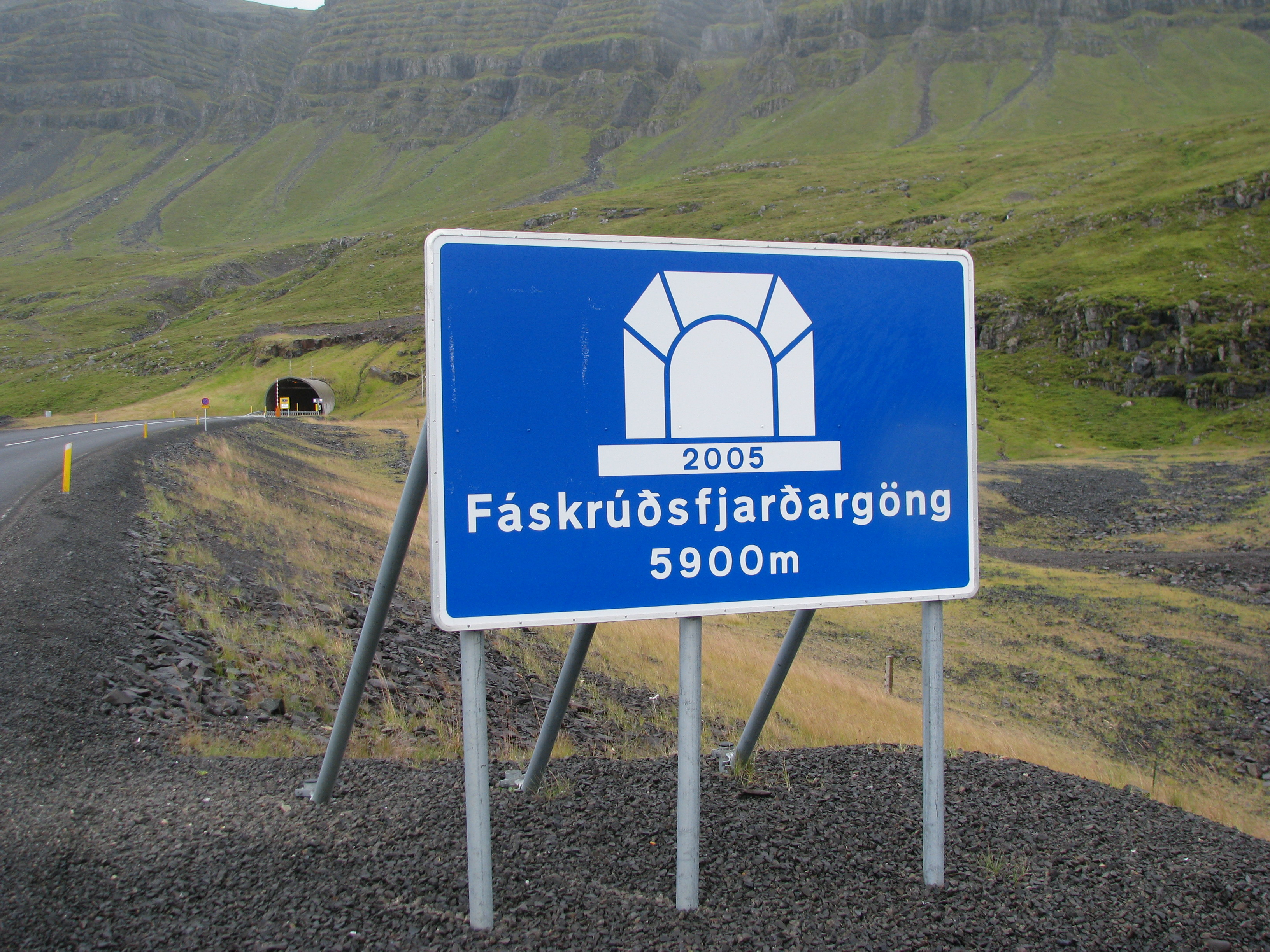
De noordelijke ingang van de tunnel.

De Fáskrúðsfjaðargöng is een tunnel in het oosten van IJsland. De dubbelbaans aangelegde tunnel is 5,9 kilometer lang en loopt onder het meer dan 1000 m hoge gebergte door. De tunnel is in 2005 opgeleverd. Van Fáskrúðsfjörður liep de oorspronkelijke verbindingsweg langs de fjordenkust naar Reyðarfjörður, een afstand van bijna 60 km. Na het openstellen van de tunnel is deze afstand tot ca 15 kilometer teruggebracht. Het uitgegraven materiaal is gebruikt voor het aanleggen van wegen. 